# Кипелово (деревня, Вологодская область)
Кипелово — деревня в Вологодском районе Вологодской области.
Входит в состав Старосельского сельского поселения, с точки зрения административно-территориального деления — в Старосельский сельсовет.
Расстояние по автодороге до районного центра Вологды — 47 км, до центра муниципального образования Стризнево — 6 км. Ближайшие населённые пункты — Остюнино, Починок, Пучинино.
По данным переписи в 2002 году постоянного населения не было.

## История
Согласно Спискам населенных мест Российской империи в 1859 году владельческая деревня Кипелово относилась ко 2 стану Вологодского уезда Вологодской губернии. В ней имелось 6 дворов, проживали 21 мужчина и 31 женщина.